# Virtua Chess
Virtua Chess (aussi appelé Virtual Chess) est un programme d'échecs développé et édité par Titus Interactive, sorti en 1995 sur PC DOS et Windows.
Il a pour suite Virtual Chess 2 (1997) sur PC Windows et Virtual Chess 64 (1998) sur Nintendo 64.
En 1997, il remporte le titre de champion du monde des logiciels commercialisés,.

## Créateurs
Virtua Chess (aussi appelé Virtual Chess) est un logiciel de jeu d'échecs programmé par deux Français, Marc François Baudot et Jean-Christophe Weill fonctionnant sur PC en version DOS et Windows 98. Les deux programmeurs ont commencé avec les programmes Échecs X et Échecs Y.[réf. souhaitée]
Virtual Chess est la version commerciale des programmes Ecume et Cumulus 2,.

## Système de jeu
Virtua Chess est une simulation d'échecs informatique riche en fonctionnalités qui se targue en particulier d'un échiquier et de pièces tournantes en 3D, avec des techniques d'éclairage limitées. Par défaut, le jeu est montré sur un plateau en 2D plat avec un plateau de jeu 3D à côté. L’échiquier 3D peut être glissé et tourné dans n'importe quel angle.
Le programme propose également des vidéos animées en guise d'introduction, et des scènes cinématiques.
Le moteur d'échecs du jeu est écrit en C et en assemblage 32 bits. Il est basé sur PVS, utilise un élagage à mouvement nul (null move pruning) et inclut une évaluation dynamique de la sécurité du roi et de la structure du pion,. La fonction d'évaluation tente de construire des plans à chaque fois qu'elle reconnaît les caractéristiques importantes d'une position. Le programme peut utiliser toute la mémoire disponible pour ses hash tables (table de transposition (en)). En 1995, Virtual Chess fonctionne à 20 000 nœuds (nodes) par seconde sur un processeur Pentium à 90 MHz.

## Performances en compétition

### Virtua Chess
En 1996, lors du tournoi semi-rapide d'échecs d’Aubervilliers, Virtua Chess affrontait des compétiteurs humains et finit dans les premiers (à égalité avec grands maîtres Anatoly Vaisser et Alexander Chernin), avec une performance Elo de 2 680 points[source insuffisante] ; il a notamment battu le grand maître Iossif Dorfman et le maître international Kamran Shirazi.[réf. souhaitée]
Toujours en 1996, lors des 2e Rencontres du jeu d'échecs du CCAS au Cap d'Agde, le grand maître britannique Nigel Short (à l'époque 8e joueur mondial) remporte un match (2-1) en trois parties (15 minutes par joueur) face à Virtual Chess,.
Nigel Short - Virtual Chess

2e partie, Cap d'Agde, 1996

ouverture du pion dame, système Pillsbury :

1. d4 Cf6 2. c3 d5 3. Fg5 e6 4. e3 Fd6 5. f4 0-0 6. Cd2 Cbd7 7. Cgf3 c5 8. Fd3 b6 9. Ce5 h6 10. Fh4 Dc7 11. Df3 a6 12. g4 Fb7 13. Tg1 cxd4 14. exd4 Tfc8 15. g5 hxg5 16. Fxg5 b5 17. a3 Ff8 18. Tg3 Tab8 19. Rf2 Fe7 20. Tag1 g6 21. Fxf6 Fxf6 22. Fxg6 Rf8 23. Fxf7 Re7 24. Tg7 Fxg7 25. Txg7 Rd6 26. Fxe6 Cf6 27. Txc7 Rxc7 28. Fxc8 Fxc8 29. Dg2 1-0
Nigel Short - Virtual Chess

3e partie, Cap d'Agde, 1996 (départage)

ouverture du pion dame, système Pillsbury :

1. d4 Cf6 2. c3 d5 3. Fg5 e6 4. e3 Fd6 5. f4 0-0 6. Cd2 Cbd7 7. Fd3 c5 8. Cgf3 h6 9. Fxf6 Cxf6 10. Ce5 Db6 11. Tb1 Td8 12. 0-0 Fd7 13. De2 Fe8 14. Rh1 a6 15. g4 Fb5 16. Fxb5 axb5 17. a3 Ta4 18. Tbe1 Tda8 19. Tg1 T8a7 20. g5 hxg5 21. Txg5 Fxe5 22. fxe5 Ce8 23. Teg1 Rf8 24. Cb3 cxd4 25. exd4 Dc6 26. Cc5 Tc4 27. Cd3 Tca4 28. Df3 b6 29. Th5 Re7 30. Th8 g6 31. Th7 Rd8 32. Txf7 Txf7 33. Dxf7 Dd7 34. Dxd7+ Rxd7 35. Txg6 Re7 36. Cf4 Cc7 37. Tg7+ Rd8 38. h4 b4 39. cxb4 Ce8 40. Cxe6+ Rc8 41. Te7 1-0.

### Virtual Chess 2
En 1998, lors des Rencontres du jeu d'échecs du CCAS, dans un match en deux parties avec une cadence de 25 minutes plus 10 secondes par coup selon le système Fischer, le grand maître français Étienne Bacrot (15 ans) s'incline face à Virtua Chess 2 sur le score de 0,5 à 1,5 point.
La première partie, largement dominée par le jeune joueur humain, connaît cependant un résultat nul, Bacrot ne trouvant pas la faille :
Virtual Chess 2 - Étienne Bacrot

1re partie du match, Cap d'Agde, 1998

partie italienne, :

1. e4 e5 2. Fc4 Cc6 3. Cf3 Fc5 4. d3 Cf6 5. c3 0-0 6. 0-0 Fb6 7. Fg5 d6 8. Cbd2 h6 9. Fh4 Fg4 10. Fd5 (« un coup surprenant de la part du logiciel. 10. h3 semble logique ») 10... g5 11. Fxc6 bxc6 12. Fg3 Ch5 13. Da4 Fd7 14. Cc4 Cf4 15. Fxf4 gxf4 16. Tfd1 (« la position a un caractère fermé ce qui n'avantage pas Virtual Chess 2. En général les logiciels font la différence dans les positions ouvertes ») 16... De7 17. Te1 Rh7 18. d4 f6 19. Dd1 Tg8 20. Rh1 Fe6 21. Dd3 Df7 22. Cxb6 axb6 23. d5 Fd7 (« 23... cxd5? 24. exd5+ Rh8 25. dxe6+- ») 24. c4 c5 25. a3 Dh5 26. b3 Tg7 27. Tec1 f5 28. Cd2 Rh8 29. Te1 Tag8 (« les Noirs ont une position de rêve, mais les machines sont fantastiques en défense ») 30. Tg1 Tg4 31. Df3 T8g5 32. exf5 Fxf5 33. Tae1 Dh4 (« 33... Dxh2+? 34. Rxh2 Th4+ 35. Dh3+- ») 34. Te2 Th5 35. Cf1 (« 35. h3? Tg8 avec l'idée...Fg4 ou...Fxh3 ») 35... Tg7 36. Dc3 Fg4 37. f3 Ff5 38. De1 Tg3 (« la pression noire devient très forte ») 39. Td2 (« il faut empêcher... Fd3 ») 39... Rg7 (« 39... Txg2?? 40. Tdxg2 (40. Dxh4 Txg1+ 41. Rxg1 Txh4-+), 40... Dxe1 41. Tg8+ Rh7 42. T1g7# ») 40. b4 cxb4 41. axb4 Rf7 42. Df2 Tg8 43. Dxh4 Txh4 44. Ta2 (« les Blancs ont tenu le choc, la position est égale ») 44... Re7 45. Cd2 Th5 46. Ta7 Rd7 47. Ce4 Fxe4 48. fxe4 Tg3 49. Taa1 Te3 50. Tge1 Txe1+ 51. Txe1 Tg5 52. Ta1 Tg8 53. Ta3 h5 54. Rg1 Tb8 55. b5 Tg8 56. Rf2 Th8 (nulle, sur proposition d’Étienne Bacrot) 0,5-0,5
Dans la seconde partie, plus ouverte, la maîtrise du logiciel dans le domaine tactique a parlé :
Étienne Bacrot - Virtual Chess 2

2e partie du match, Cap d'Agde, 1998

gambit dame, défense Tchigorine, :

1. d4 d5 2. c4 Cc6 3. Cc3 dxc4 4. d5 Ce5 5. f4 Cd7 6. e4 Cb6 7. a4 a5 8. Fe3 e6 9. Fxb6 cxb6 10. Fxc4 Fb4 11. Fb5+ Rf8 (« 11... Fd7 a déjà été joué ; contrairement à un joueur humain, Virtual Chess 2 ne craint pas de perdre le droit de roquer et de ne pouvoir mobiliser avant longtemps la Tour h8 ») 12. dxe6 Fxe6 13. Df3 Cf6 14. f5 Fd7 15. Cge2 Fxb5 16. axb5 De7 17. 0-0 Te8 (« le pion e4 subit une forte pression ») 18. Cg3 De5! (« un coup stratégique qu'un fort joueur humain aurait pu jouer. Le programme ne se précipite pas sur le pion b5 ou e4, mais augmente son avantage ») 19. Tad1 h5! (« menace... h4 et fait jouer la Tour h8. Le programme joue cette position avec une maîtrise étonnante ») 20. Cd5 h4 21. Cxf6 gxf6 22. Ch5 Fd6! (« les Noirs passent à l'attaque ») 23. Txd6 (« la seule chance pratique ») 23... Dc5+! (« cet échec intermédiaire crée un thème de mat du couloir ») 24. Rh1 Dxd6 25. Dg4 Dd4 26. Dg7+ Re7 27. e5 (« une erreur tactique, mais la position était déjà perdue ») 27... Txh5 (« tranquillement ; les Blancs n'ont pas de [contre-jeu] ») 28. exf6+ Rd8 29. Dxf7 Txf5 (« Étienne Bacrot abandonne. Sur 30. Txf5 [suit] Te1+ 31. Tf1 Txf1# ; on comprend l'intérêt de l'échec de la Dame en c5 au 23e coup ! ») 0-1

## Accueil
- PC Team : 85 %[9]
- Joystick (DOS, avril 1995) : 90 %[1]
- PC Gamer (Windows, septembre 1995) : 86 %[1]
- Power Play (DOS, août 1995) : 66 %[1]
- High score (Windows, octobre 1995) : 3/5[1]
- PC Joker (DOS, septembre 1995) : 56 %[1]
- Computer Gaming World	(DOS, novembre 1995) : note C[1]